# Третье сражение при Питерсберге
Третье сражение при Питерсберге (англ. Third Battle of Petersburg) также известное как Прорыв под Питерсбергом или Падение Питерсберга, произошло 2 апреля 1865 года и представляло собой последний решающий штурм Питерсберга федеральной армией, которым завершилась осада этого города. После прорыва своих оборонительных линий генерал Ли был вынужден вывести Северовирджинскую армию из города и сдать противнику Питерсберг и Ричмонд. Сражение считается частью Аппоматтоксской кампании гражданской войны в США. Во время сражения погиб генерал Эмброуз Хилл, командир третьего корпуса Северовирджинской армии.

## Форт Махоун
К началу апреля 1865 года федеральный IX корпус генерал-майора Джона Парка занимал те самые траншеи к западу от Питерсберга, что были отрыты ещё в июне 1864 года. Его противник занимал сильные укрепления, из которых ключевым был Форт Махоун, названный в честь генерала Уильяма Махоуна. Эти позиции удерживали части генерал-майора Джона Гордона. Так как последние боевые действия велись к западу от города, то силы южан на восточном участке были заметно ослаблены.
1 апреля 1865 года Парк решился напрямую атаковать Форт Махоун. Атака оказалась удачной — федералам удалось захватить форт и траншеи у Иерусалимской дороги. Гордон привел в порядок свои части и стал готовить контратаку, чтобы вернуть форт и траншеи. Однако через несколько часов армия Конфедерации пришла в общее расстройство, а Парк запросил у Мида подкреплений. В конце дня почти весь фронт армии Конфедерации рухнул, Гордон всё же провёл контратаку и едва не выбил Парка из траншей, однако Парк всё же удержался, и подкрепления от Мида как раз начали прибывать.

## Бойдтонская линия
Утром VI корпус генерала Горацио Райта был развернут для массированной атаки укреплений бойдтонской линии, которую удерживали солдаты корпуса Эмброуза Хилла. Райт построил корпус клином: впереди шла дивизия Джорджа Гетти, во второй линии — дивизии Трумана Сеймура и Франка Уитона. Атака была тщательно спланирована, и в 04:40 Вермонтская бригада генерала Льюиса Гранта первой двинулась на штурм. Через 20 минут линии обороны были прорваны и дивизия Генри Хета оказалась отрезана от Питерсберга. Прорыв случился на участке обороны генерала Лейна, между позициями 28-го и 37-го Северокаролинских полков. Первым в траншеи противника ворвался 5-й вермонтский полк капитана Чарльза Гоулда.
VI корпус был развернут влево, а введенный в бой XXIV корпус повернул направо, к Питерсбергу. Отставшие части VI корпуса по недоразумению продолжили наступать по прямой. В 09:00 генерал Хилл и Роберт Ли узнали о прорыве. Хилл сразу вскочил на коня и направился к участку прорыва, но встретил нескольких солдат, отставших от федерального пенсильванского полка и был убит. Адъютант вернулся в штаб и сообщил Ли о смерти Хилла.

## Форты Грегг и Уитворт

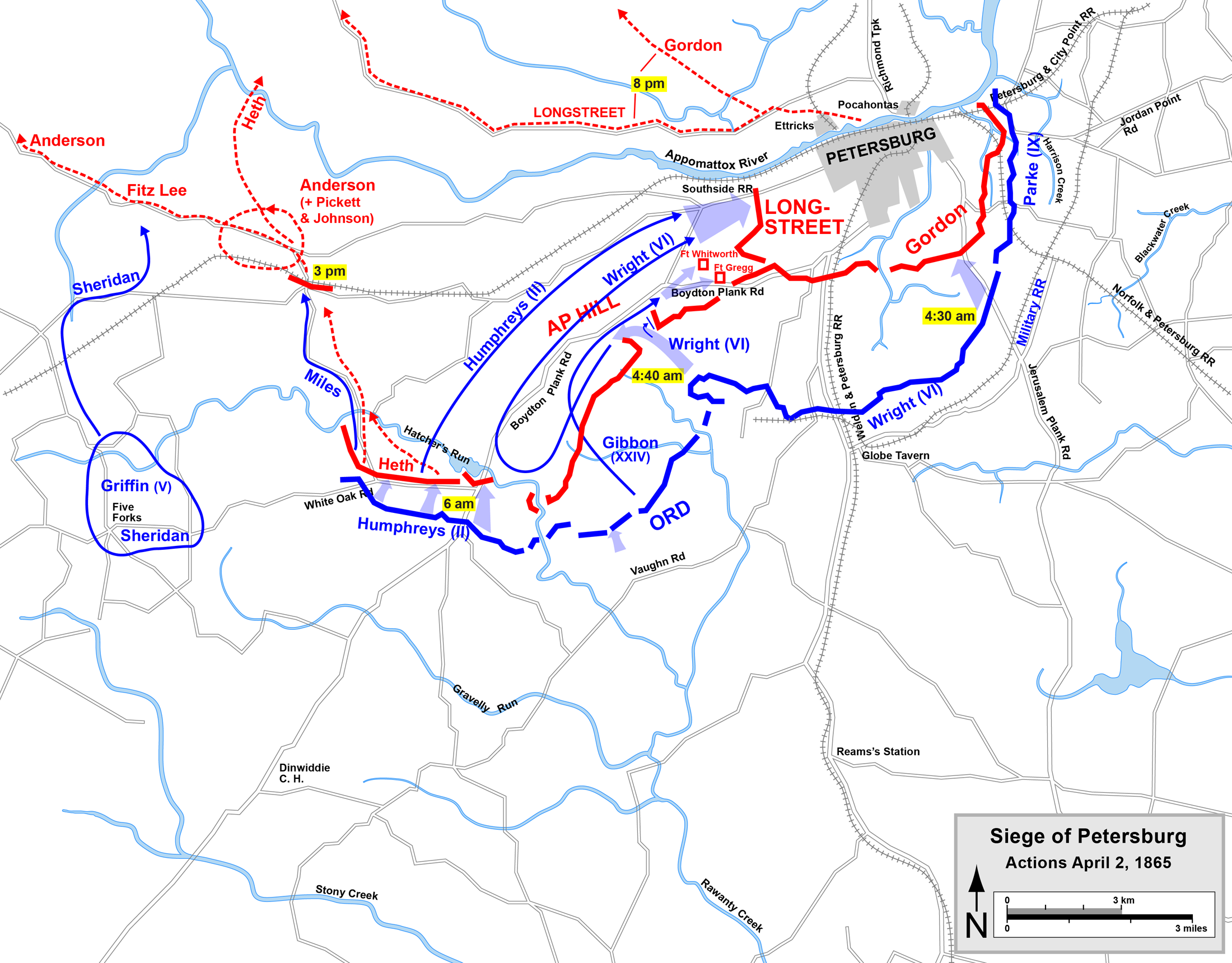
Третье сражение при Питерсберге

Для развития успеха в прорыв был введен XXIV корпус генерала Гиббона. Перейдя Бойдтонскую дорогу, Гиббон повернул корпус на север и двинулся прямо на Питерсберг. Спасением города занялся Джеймс Лонгстрит, он начал собирать все возможные силы для обороны. Чтобы выиграть время, генерал Натаниэль Харрис встал на пути Гиббона, заняв форты Грегг и Уитворт. Бригада Харриса представляла собой остатки нескольких миссисипских полков: 12-го, 16-го, 19-го и 48-го, общей численностью около 400 человек. К ним добавились ещё 100 северокаролинцев из дивизии Уилкокса. В Форте Грегг Харрис разместил 214 человек при двух орудиях, в форте Уитворт — 286 человек при трех орудиях под личным командованием.
Федеральная атака началась около часа дня. Гиббон недавно получил корпус и вел его в бой впервые. Передовая дивизия Роберта Фостера двинулась на Форт Грегг, всего 6 000 человек, в трех колоннах по 2000 человек. Несмотря на многократное численное превосходство (214 к 6000), защитники форта отбили подряд две атаки противника. Тога Гиббон усилил дивизию, доведя её численность до 8000 человек. Федералы окружили форт и наконец ворвались в него, но ещё 25 минут длилась рукопашная схватка за форт. Бой завершился только в 15:00. Защитники форта задержали наступление Гиббона на 3 часа. Федеральная армия потеряла здесь примерно 700 человек.
Атака форта Уитворт задерживалась из-за сильного дыма. Когда же пал форт Грегг, оборона форта Уитворт стала невозможной и он был быстро захвачен. Но на этом наступательный порыв корпуса иссяк, а на поле боя начали прибывать подкрепления Лонгстрита.
Во время этого наступления 1-й мэнский полк попал под огонь артиллерийской батареи противника, которую он сумел заставить отступить только со второй атаки. Офицер мэнского полка потом вспоминал: «Я спросил раненого артиллерийского офицера, чья это была батарея. 'Северокаролинская генерала Поаге', ответил он. Тогда я спросил, что это за офицер на серой лошади командовал ею. 'Генерал Роберт Ли, сэр, и он был последним, кто оставил эти орудия'.»
Примерно в это же время Ли нашел возможность отправить телеграмму Военному Департаменту в Ричмонде, которая была получена в 10:40 : «Советую приготовить все для эвакуации Ричмонда ночью». Это донесение было передано президенту Дэвису, когда он находился на воскресной службе в храме Святого Павла.

## Линия Хатчерс-Ран
После XI, VI, и XXIV корпусов в бой вступил II корпус генерала Хамфрейза. Он находился на левом фланге федеральной армии, и ему противостояла дивизия Генри Хета, отрезанная наступлением Райта от основных сил. Когда Райт осуществил свой прорыв, Хемфрейзу приказали начать атаку по всему фронту корпуса. В этот момент Хет как раз начал отступление ко второй линии обороны. У Хемфрейза была всего одна готовая к наступлению дивизия и она пошла вперед, не встречая сопротивления. Хемфрейз решил начать преследование Хета, но Мид приказал всем частям повернуть к Питерсбергу. Выполняя этот приказ, Хемфрейз повернул на север, однако к нему подошла его вторая дивизия (Нельсона Майлза) и он послал её разобраться с Хетом. Майлз нагнал и атаковал Хета у станции Сатерланд. Теперь Хет командовал всем Третьим Корпусом. Он отбил две атаки Майлзла, и тот вынужден был запросить подкреплений. Хемфрейз повернул и двинулся ему на помощь, однако ещё до его подхода Майлз предпринял третью атаку и отбросил Хета. Бригада Джона Кука осталась, чтобы задержать противника, и в это время остальные части Хета отошли на запад.

## Последствия
Прорыв 2-го апреля завершил осаду Питерсберга. Ли начал отступать на запад, где он надеялся найти продовольствие и боеприпасы и соединиться с армией Джозефа Джонстона. 3 апреля 1865 года оставленный армией Ричмонд был сдан федералам. Федеральная армия достигла своей главной цели, к которой стремилась с 1861 года. Неделей позже Северовирджинская армия сдалась генерала Гранту у Аппоматтокса.